# Svanetien

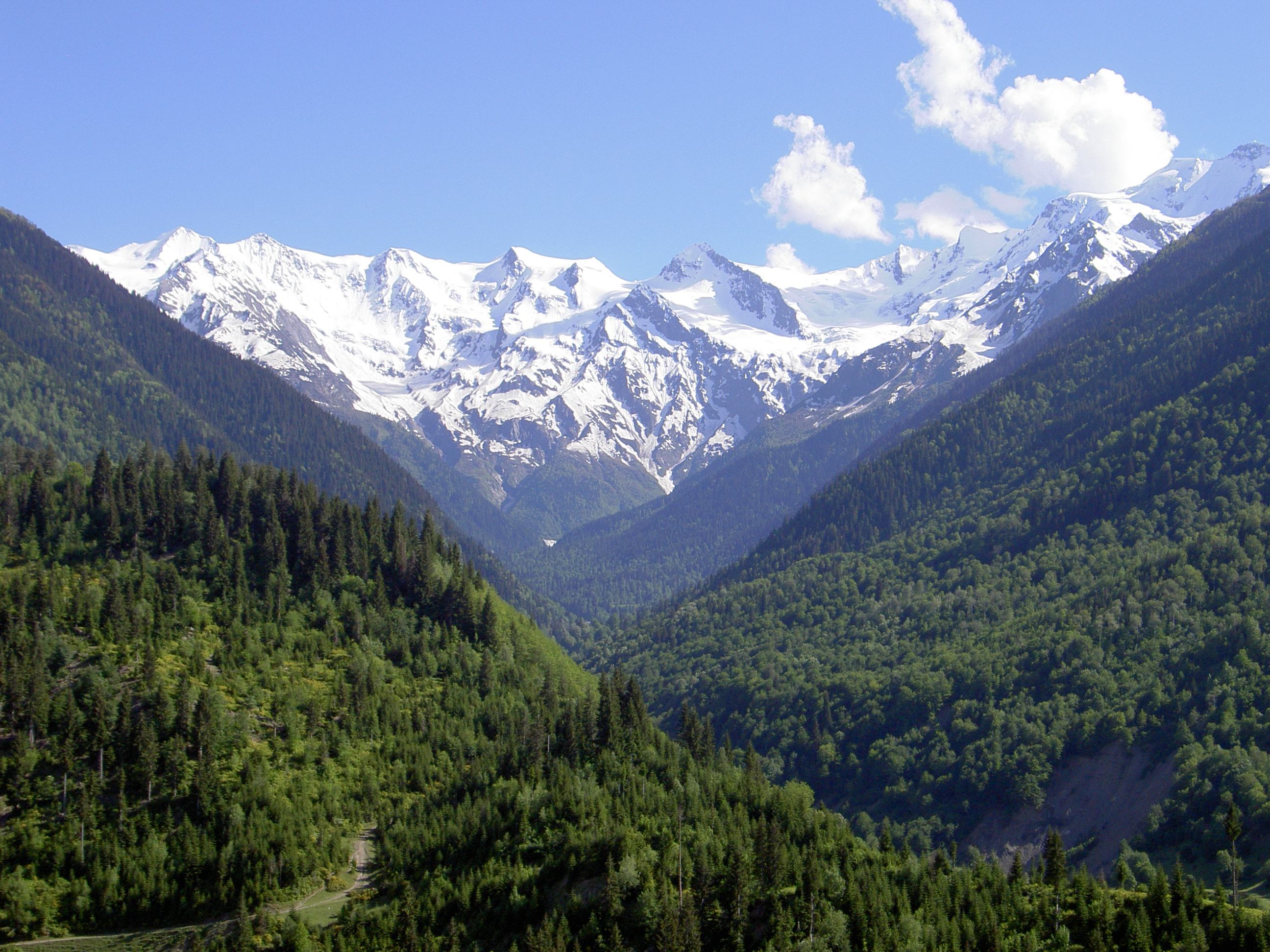
Sommar i Svanetien.

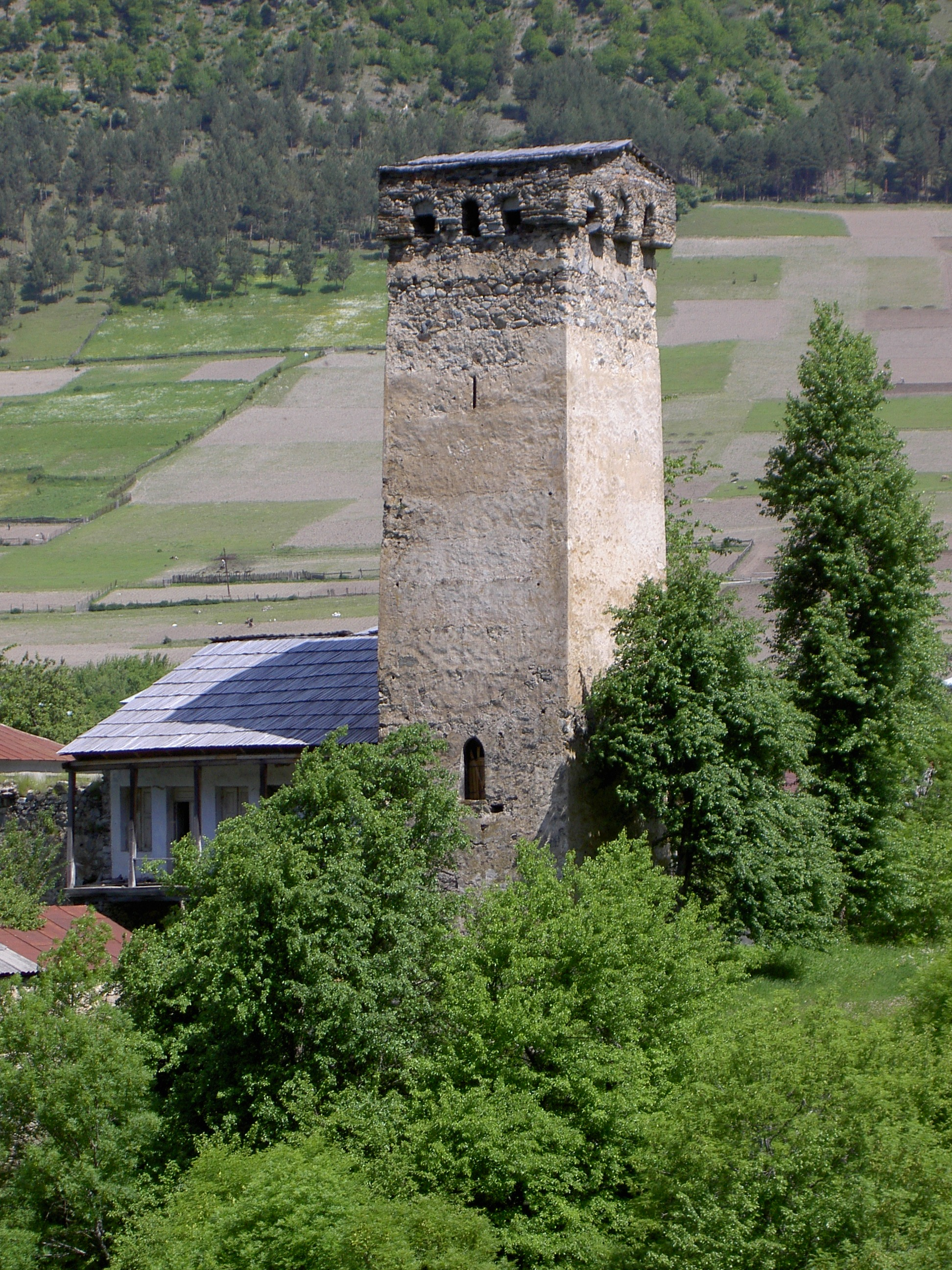
Ett av de berömda svanetiska tornen.

Den historiska regionen Svaneti i Georgia.

Svanetien (även Svaneti, Svanien; georgiska: სვანეთი) är ett bergsområde i nordvästra Georgien i Kaukasus. Huvudort är Mestia. Området är administrativt uppdelat i provinserna Megrelien-Övre Svanetien och Ratja-Letjchumi och Nedre Svanetien. 
Området har get namn åt asteroiden 3191 Svanetia.

## Geografi
Området är ett av Europas högst belägna och i Svanetien ligger byn Usjguli som räknas som Europas högst belägna bosättning (2200 meter över havet). I området finns nära 300 glaciärer.

## Historia
Svanetien är en mycket gammal boplats, och man kan än idag beskåda de många hundra berömda svanetiska försvarstornen som byggdes under flera hundra år, med början omkring 100 f.Kr. Tornen är byggda som försvarstorn, men fungerade också som tillfälliga bostäder i krigstider. Tornen är placerade så att det går att kommunicera mellan dem och på så vis kunde man effektivt förmedla nyheten om en antågande fiende på mycket långa avstånd genom dalarna.
Övre Svanetien och dess unika bebyggelse är upptaget som ett av Unescos världsarv.

## Etnografi
Svanetien är uppdelat i Övre Svanetien och Nedre Svanetien. Området är befolkat av en etnisk grupp, svanerna. De talar ett eget språk, svanuri, men alla kan dessutom georgiska.
Svanetien gränsar till det krigshärjade Abchazien och präglas av de närliggande oroligheterna.

## Infrastruktur

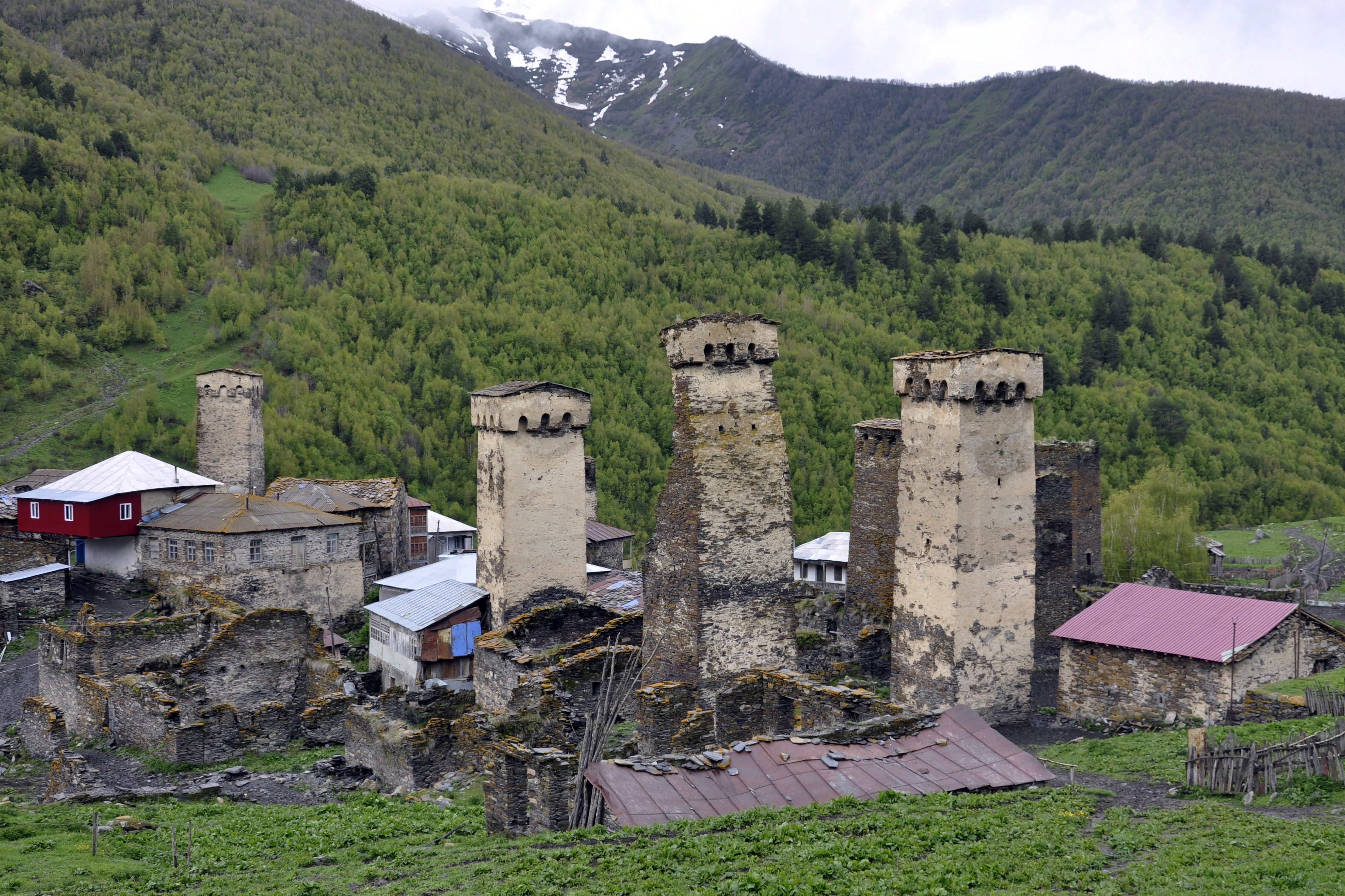
Murkmeli i Ushguli, Övre Svanetien, juni 2016

Den enda farbara vägen till Övre Svanetien vinglar fram längs Kaukasus bergssidor och är bitvis i så dåligt skick att endast fyrhjulsdrivna fordon tar sig fram. Numera finns reguljär helikopterförbindelse mellan Mestia och Georgiens huvudstad Tbilisi med flera turer varje vecka.
Området avvattnas av floden Enguri och i Nedre Svanetien ligger Inguris vattenkraftverk som svarar för en betydande del av Georgiens elförsörjning.